# Lekmarje
Lekmarje so naselje v Občini Šmarje pri Jelšah.